# Мокра (Естонія)
Мокра (ест. Mokra) — село в Естонії, входить до складу волості Міссо, повіту Вирумаа.